# David Arias (pływak)
David Arias Gonzalez (ur. 23 sierpnia 1995) – kolumbijski pływak. Wziął udział w konkurencji 100 m stylem motylkowym na Mistrzostwach Świata w Pływaniu 2017 (czas 54,48 s w eliminacjach, 49. miejsce).